# Bruyères-sur-Oise
Bruyères-sur-Oise är en kommun i departementet Val-d'Oise i regionen Île-de-France i norra Frankrike. Kommunen ligger i kantonen Beaumont-sur-Oise som tillhör arrondissementet Pontoise. År 2022 hade Bruyères-sur-Oise 4 907 invånare.

## Befolkningsutveckling
Antalet invånare i kommunen Bruyères-sur-Oise
| Referens: INSEE |